# Hans-Valentin Hube
Hans-Valentin Hube (Naumburg, 29 de Outubro de 1890 — 21 de Abril de 1944) foi um militar alemão.

## Biografia
Hans-Valentin Hube foi um oficial cadete em 1909 servindo na Infantaria. Foi gravemente ferido na Primeira Guerra Mundial (1914-18) (perdeu o braço esquerdo), contudo continuou a sua carreira no Reichswehr, obtendo a patente de Oberst em 1 de Agosto de 1936. Em Setembro de 1939, foi o comandante da Escola de Infantaria e em seguida, a partir de Outubro de 1939, o Infanterie Regiment 3.
Se tornou Generalmajor em 1 de Junho de 1940, e assumiu o comando da 16ª Divisão de Infantaria, renomeado 16ª Divisão Panzer. Logo foi apontado como Generalleutnant em 1 de Abril de 1942, se tornou General der Panzertruppe em 1 de Outubro daquele mesmo ano e Generaloberst em 20 de Abril de 1944.
Durante este período, ele comandou o XIV Corpo Panzer (15 de Setembro de 1942) e o 1º Exército Panzer (29 de Outubro de 1943). Ele ainda mantinha este comando quando foi morto num acidente aéreo em 21 de Abril de 1944 no caminho para Obersalzberg para receber de Hitler os Diamantes da Cruz de Cavaleiro da Cruz de Ferro.

## Condecorações
Foi condecorado com a Cruz de Cavaleiro da Cruz de Ferro (1 de Agosto de 1941), com Folhas de Carvalho (16 de Agosto de 1942, n" 62), Espadas (21 de Dezembro de 1942, n° 22) e Diamantes (20 de Abril de 1944, n° 13).

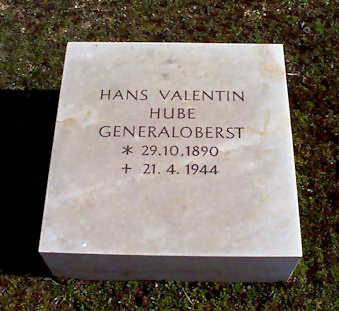
Túmulo de Hube